# Catone (nome)
Catone  è un nome proprio di persona italiano maschile.

## Varianti
- Maschili: Cato[2]

### Varianti in altre lingue
- Basco: Katon
- Bulgaro: Катон (Katon)
- Catalano: Cató[3]
- Francese: Caton
- Latino: Cato[4][5]
- Polacco: Kato
- Portoghese: Catão
- Russo: Катон (Katon)
- Spagnolo: Catón[3]
- Ucraino: Катон (Katon)

## Origine e diffusione

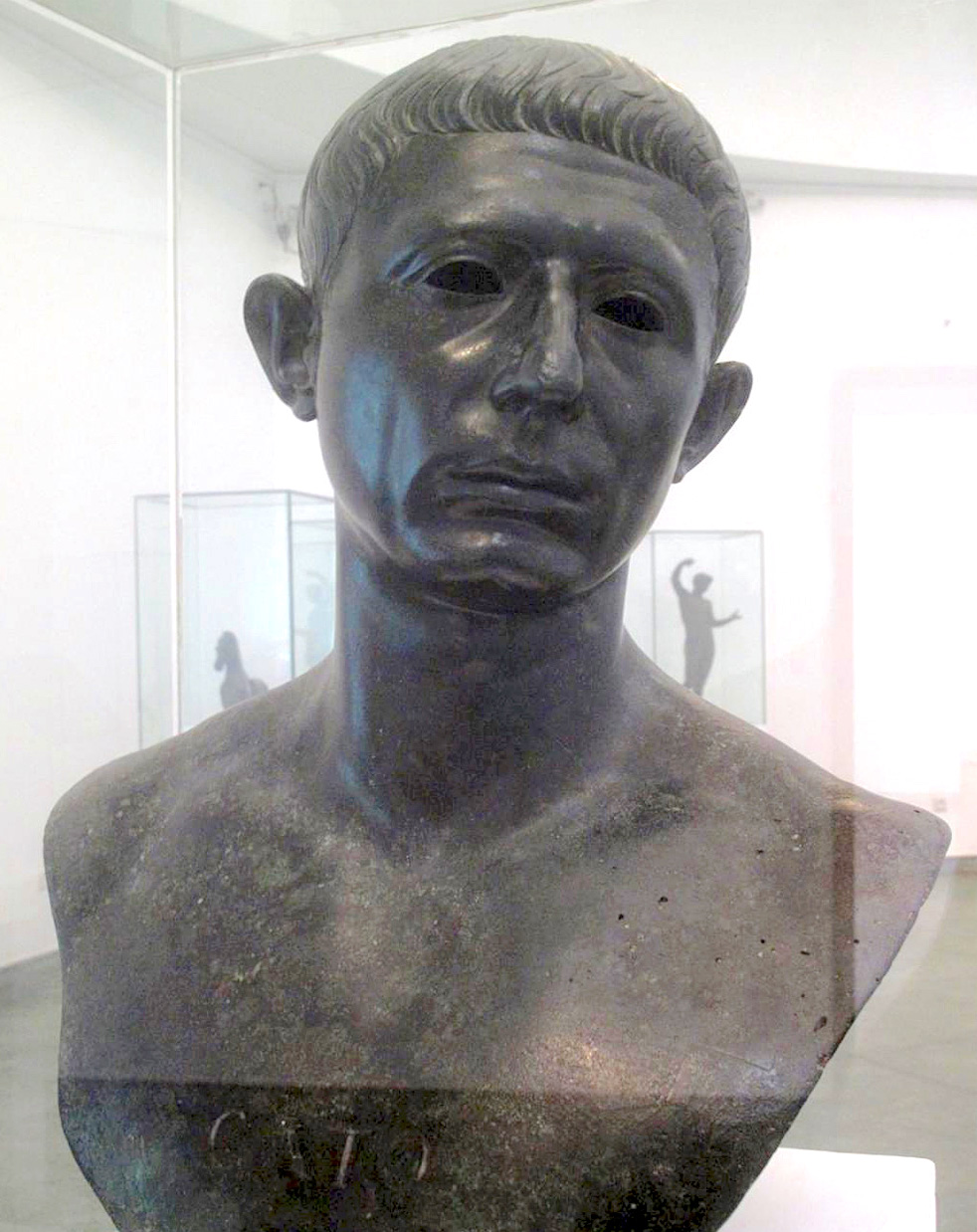
Busto in bronzo di Catone l'Uticense, conservato al Museo Archeologico di Rabat

Riprende il cognomen romano Cato, basato sul latino catus ("acuto", "perspicace", "saggio", un termine dalle probabili radici osche). 
Venne portato per primo da Marco Porcio Catone, detto il censore, e successivamente da i suoi discendenti, fra i quali si ricorda in particolare il suo bisnipote, Marco Porcio Catone Uticense, citato fra l'altro anche da Dante Alighieri nella Divina Commedia. L'uso del nome, diffuso soprattutto in Toscana (per quanto raro), è spesso in onore di una di queste due figure.
Va notato che in olandese il nome "Cato" è utilizzato come ipocoristico di Caterina.

## Onomastico
L'onomastico si può festeggiare il 19 gennaio in memoria di san Cato, martire in Numidia con altri compagni.